# Cầu Archevêché
Cầu Archevêché (tiếng Pháp: Pont de l'Archevêché, tức Cầu của Toà Tổng Giám mục) là một cây cầu bắc qua sông Seine ở trung tâm thủ đô Paris của Pháp. Cây cầu này nối Île de la Cité (thuộc quận 4) với đoạn tiếp giáp của kè Montebello và kè Tournelle (thuộc quận 5). Với bề ngang 11 mét, đây là cây cầu hẹp nhất của Paris.
| Métro Paris | Bến tàu điện ngầm: Maubert - Mutualité |

## Lịch sử
Cầu Archevêché được xây dựng vào năm 1828 với bản thiết kế của kỹ sư Plouard. Đây là một cây cầu vòm đá dài 68 mét, rộng 11 mét gồm 3 nhịp vòm dài lần lượt 15, 17 và 15 mét. Độ mở của vòm cầu là khá nhỏ, gây khó khăn cho giao thông đường thủy và người ta đã từng có ý định thay thế nó vào năm 1910, tuy nhiên cho đến nay cây cầu vẫn được giữ nguyên. 